# Harringia eupoda
Harringia eupoda is een raderdiertjessoort uit de familie Asplanchnidae. De wetenschappelijke naam van deze soort is voor het eerst geldig gepubliceerd in 1887 door Gosse.